# Zagarač
Zagarač (Zagarače) /ime dolazi po lokalitetu, a odnosi se da žive (iza) planine Garač. postoji Velji Garač ili Garač i Mali Garač,/ crnogorsko pleme iz Katunske nahije na granici s Bjelopavlićima i Ozrinićima. Plemenska oblast dijeli se na Gornji i Donji Zagarač. Gornji zauzima sjeverozapadni dio plemenskog teritorija i znatno je viši od Donjeg koji se često naziva  'Poljem' .
U Gornjem Zagaraču koji se sastoji od 3 predjela glavna su sela 
Mijogost s tri bratstva Kekovići, Raičevići i treće Đurišići, kolektivno nazivani i općim imenom Mijogoštani;
Mušterovići, što je naziv i za stanovnike, a sastoje se od 4 bratstava, od kojih su tri od jednog pretka. Bratstva su im 1) Stojanovići - Lulaši s prezimenima: Grujičići, Markovići i "Stojanovići", 2) Todorovići i 3) Vasiljevići. 4. bratstvo zasebnog je porijekla, to su Đurovići.
Treći predjel Đuričkovići, zauzima jugoistočnu polovinu Gornjeg Zagarača. Uz glavno selo Đuričkovići u njemu se nalaze i manja sela i seoca Popratine, Potok, Miškovac, Patnje i Njegule. Uz bratstvo Đuričkovići (prezimena: Vuksanovići, Vučinići i Rasaovići) u njemu živi i manje bratstvo Filipovići.
Donji Zagarač nazivan je i Jednoško Polje, Jednoše ili Polje s predjelima Prvopoljina s Osojem, i Prisojem i Podnopoljina ili Podnopolje s Osojem, Prisojem i Poljem. 
U Povrpoljini u osoju je selo Crna Strana, sa  'Kućama Pešića'  i  'Kućama Miloševiča' . Prisoje se dijeli na 4  'sela' : Kuće Stamatovića, Kuće Vujovića, Kuće Živaljevića i Kuće Purovića.  Podnopoljina se sastoji od Polja, Osoja i Prisoja, a zauzima veći dio Jednoškoga Polja i kraj preko rijeke Sušice. U Osoju je selo Ratkova Šuma ili Kuće Nikolića, Rasaovića Ober i Malenza. U Polju je Mijogoški Ober i Vrage u kojem žive Mijogoštani. Nadalje Katunina, Ljubičići (isto naseljeno Mijogoštanima) i Bileća s 4 seoca. Prisoje ima 12 sela: Jabuke, Gaurin-do, Sukeza, Kuće Otaševića, Boljeradski Ober, Lazarev Krst, Skale, Ćeret, Gropa, Krsti, Podškalje i Vuše.

## Vanjske poveznice
- Zagarač